# Lac d'Allos
Le lac d'Allos est un lac de France perché à 2 230 mètres d'altitude dans le parc national du Mercantour, dans les Alpes-de-Haute-Provence.

## Géographie
Dominé par le mont Pelat (3 051 mètres), il est le plus grand lac naturel de haute altitude en Europe. Il s'étend sur 43 hectares actuellement et a une profondeur atteignant 50 mètres. Sa longueur est de 950 mètres et sa largeur de 640 mètres. En 1957, sa superficie mesurée était de 55 hectares, son volume de 14 millions de mètres cubes et sa profondeur moyenne calculée de 25,5 mètres environ . Au XIIe siècle, il est appelé Levedone.
Lac d'origine glaciaire, il abrite une importante population de truites et d'ombles chevaliers, qui a été pêchée au filet jusqu'à la création du parc du Mercantour en 1979. Endoréique, il ne compte aucun émissaire en surface, ses eaux sont évacuées par un passage souterrain naturel qui aboutit à la source du Chadoulin, dont les eaux rejoignent celles du Verdon.
Il est accessible en une heure de marche aller-retour à partir du parking du plateau de Laus, après les hameaux de Villard et la forêt de Cluite, sur la commune d'Allos. Il faut ensuite compter une heure pour faire le tour du lac.
Sur les bords du lac a été édifiée une chapelle consacrée à la Vierge Marie invoquée sous le vocable de Notre-Dame des Monts. Sur la chapelle on peut voir un cadran solaire daté de 1757 et portant la légende « Dieu seul est éternel ; déjà loin de toi ». Une étude de la chapelle a été réalisée par des stagiaires du « Centre européen de formation PARTIR (Patrimoine Architectural Rural, Techniques d'Identification et de Restauration) »,. Les études en région Provence-Alpes-Côte d'Azur se déroulaient dans le cadre des sessions de formations d'application d'"Ateliers de pratique opérationnelle", organisés par l'antenne du centre qui était basée à Villars-sur-Var et pour les études dans l'aire du P.N.M. par convention avec le parc national du Mercantour.
Un refuge bar-restaurant a été aménagé à proximité du lac d'Allos.

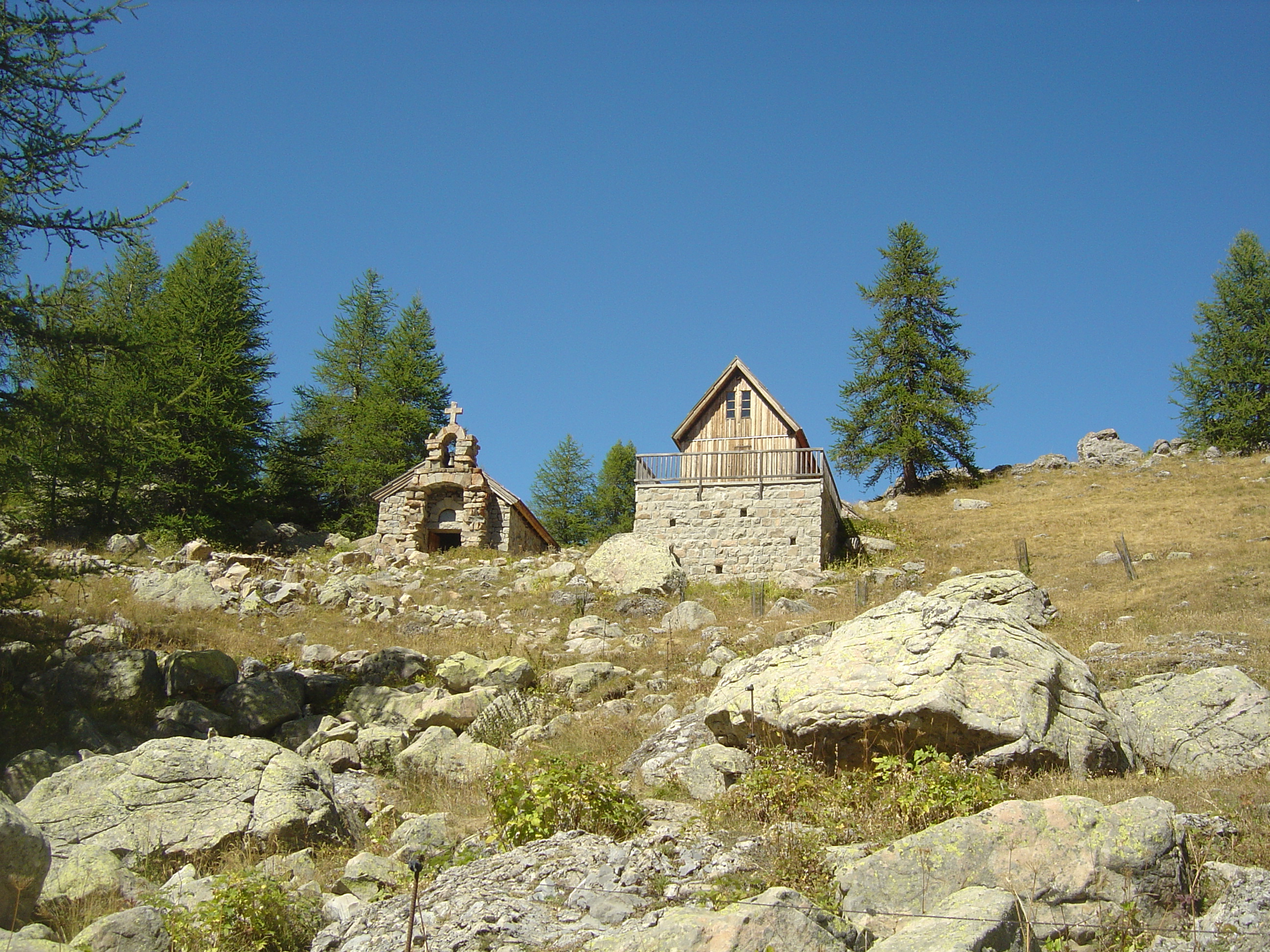
La chapelle Notre-Dame des Monts.
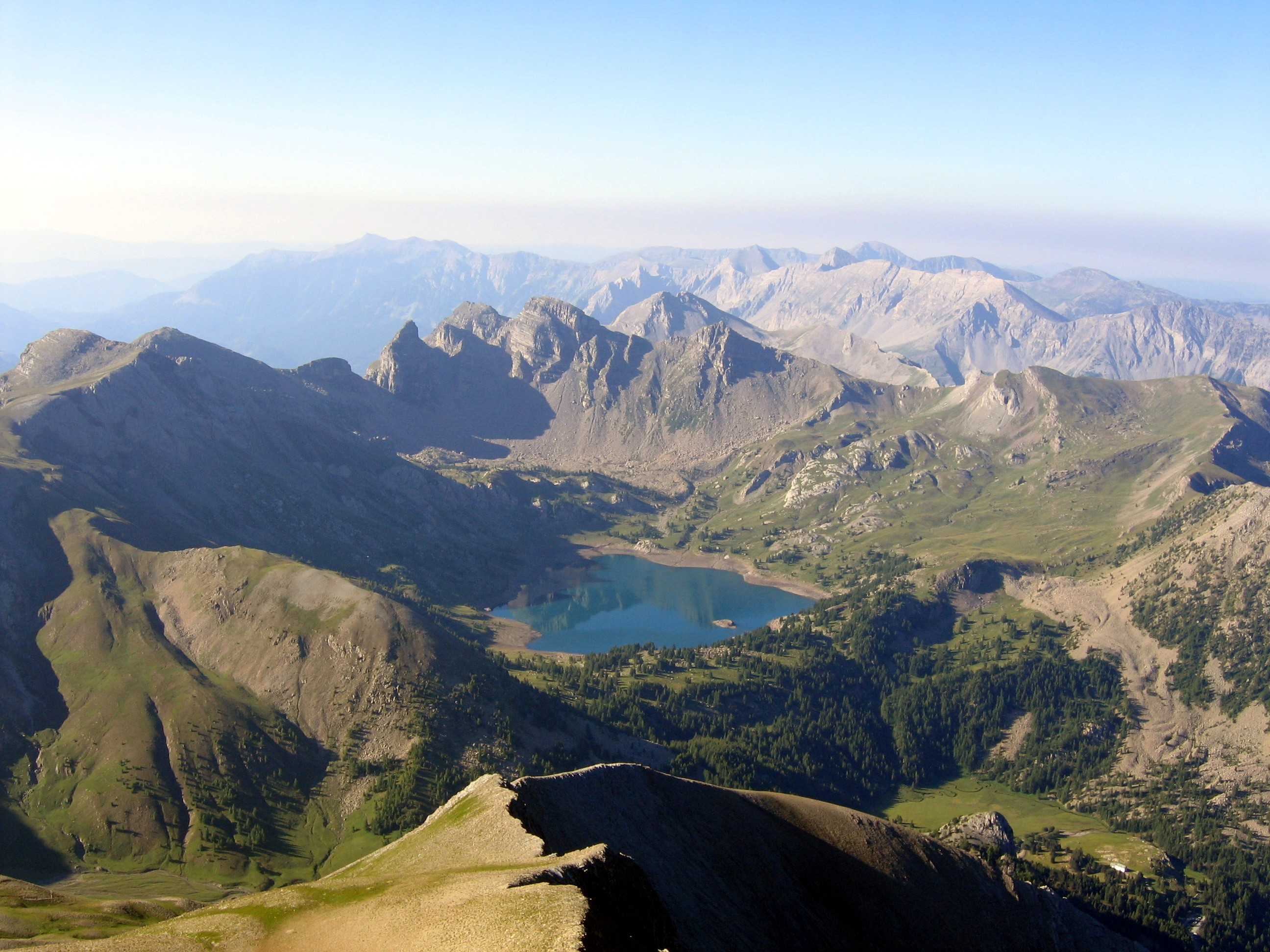
Vue à partir du sommet du mont Pelat sur le lac d'Allos.
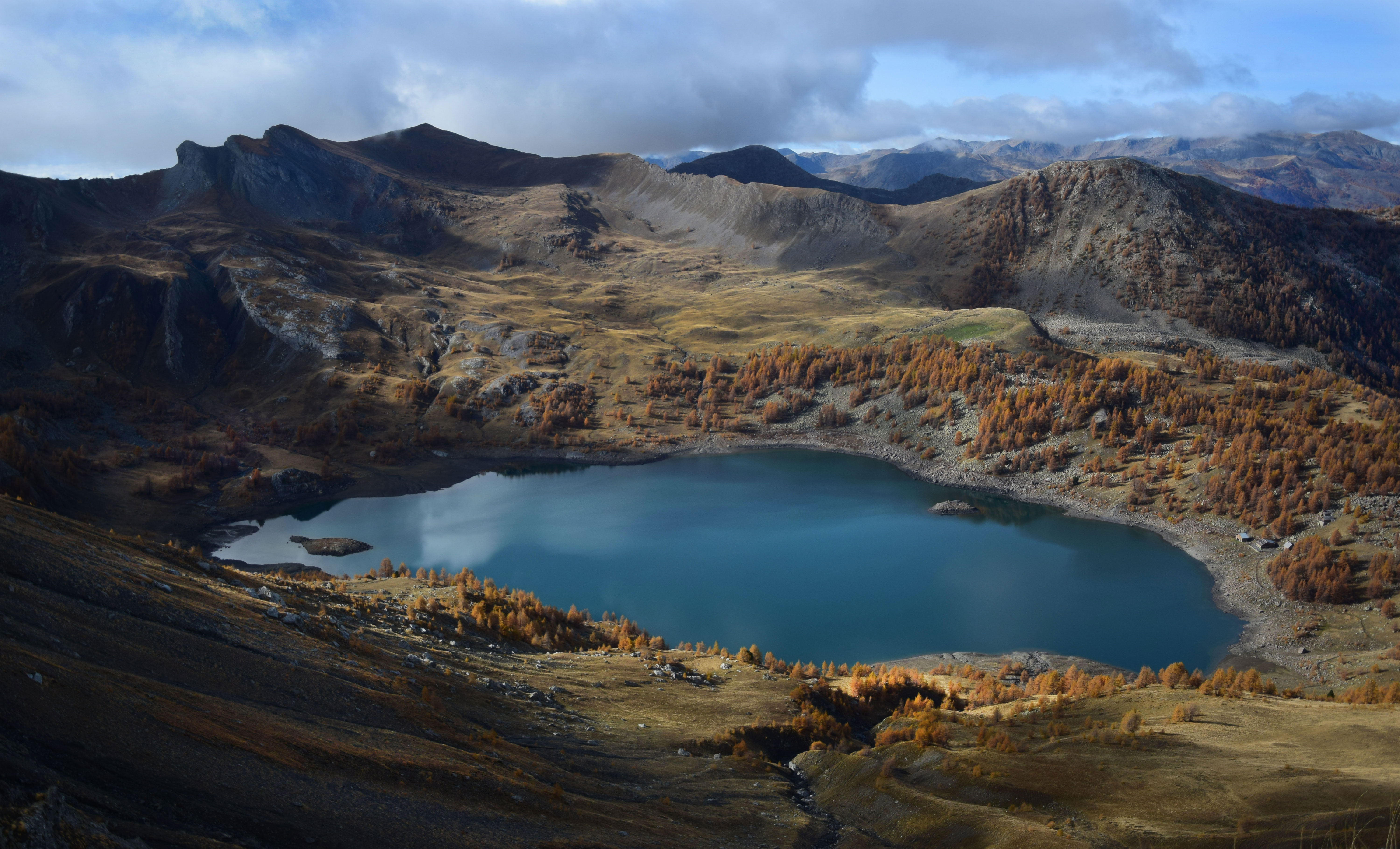
Le lac d'Allos en automne.

## Histoire
Alexandra David Neel sejourne sur les bords du lac pour ses 80 ans accompagnée de son fils adoptif Aphur Yongden.